# تاروت (فیلم ۲۰۲۴)
تاروت یک فیلم آمریکایی فیلم ترسناک فراطبیعی محصول ۲۰۲۴ به نویسندگی و کارگردانی اسپنسر کوهن و آنا هالبرگ (در اولین فیلم کارگردانی آنها) و نویسندگی مشترک نیکلاس آدامز است. این فیلم بر اساس رمانی به نام «هوراسکوپ» نوشته نیکلاس آدامز در سال ۱۹۹۲ ساخته شده است. بازیگران این فیلم هاریت اسلیتر، آدین بردلی، آوانتیکا وانداناپو، ولفگانگ نووگراتز، هامبرلی گونزالس، لارسن تامپسون اولون فوئره، و جیکوب باتالون هستند. این فیلم داستان گروهی از دانشجویان کالج را دنبال می‌کند که پس از استفاده از عرشه تاروت عجیب، شروع به مردن وحشتناکی یکی یکی می‌کنند و باید قبل از تمام شدن زمان، راز عرشه را کشف کنند.
تاروت توسط رسانه انتشار تصاویر سونی در ۳ مه ۲۰۲۴ در ایالات متحده اکران شد. این فیلم نقدهای متفاوتی از سوی منتقدان دریافت کرد و در سراسر جهان موفق شد تا به فروش بیش از ۴۹ میلیون دلاری دست پیدا کند.